# Jasir Sakr
Jasir Abd ar-Rahman Sakr, Yasser Abdel Rahman Sakr (ar. ياسر عبد الرحمن صقر; ur. 1 grudnia 1977) – egipski zapaśnik walczący w stylu klasycznym. Olimpijczyk z Pekinu 2008, gdzie zajął dziewiętnaste miejsce w kategorii 120 kg.
Brązowy medalista igrzysk śródziemnomorskich w 2005 i piąty w 2009. Złoty medalista igrzysk afrykańskich w 2003 i 2007. Zdobył osiem medali na mistrzostwach Afryki w tym siedem złotych: 2002, 2003, 2005, 2006, 2007, 2008 i 2009. Czwarty w Pucharze Świata w 2002 roku.
- Turniej w Londynie 2012

Przegrał z reprezentantem Armenii Jurijem Patrikiejewem i odpadł z turnieju.